# Phenacolepas
Phenacolepas is een geslacht van weekdieren uit de klasse van de Gastropoda (slakken).

## Soorten
- Phenacolepas aculeata (Pease, 1868)
- Phenacolepas alboradiata Verco, 1906
- Phenacolepas arabica Thiele, 1909
- Phenacolepas asperulata A. Adams, 1858
- Phenacolepas brocki Thiele, 1909
- Phenacolepas calva Verco, 1906
- Phenacolepas cancellata (Pease, 1861)
- Phenacolepas cinnamomea (Gould, 1846)
- Phenacolepas compressa (Pease, 1868)
- Phenacolepas crenulata (Broderip, 1834)
- Phenacolepas cytherae (Lesson, 1831)
- Phenacolepas elongata Thiele, 1909
- Phenacolepas evansi Biggs, 1973
- Phenacolepas fischeri (Rochebrune, 1881)
- Phenacolepas galathea (Lamarck, 1819)
- Phenacolepas granocostata (Pease, 1868)
- Phenacolepas granulosa Thiele, 1909
- Phenacolepas guttata Thiele, 1909
- Phenacolepas immerita (Iredale, 1929)
- Phenacolepas indica Thiele, 1909
- Phenacolepas linguaviverrae Melvill & Standen, 1899
- Phenacolepas malonei Vanatta, 1912
- Phenacolepas nakamigawai Is. Taki, 1954
- Phenacolepas omanensis Biggs, 1973
- Phenacolepas osculans (C. B. Adams, 1852)
- Phenacolepas pararabica Christiaens, 1988
- Phenacolepas peelae Christiaens, 1989
- Phenacolepas planata Habe, 1961
- Phenacolepas pulchella (Lischke, 1871)
- Phenacolepas puntarenae (Mörch, 1860)
- Phenacolepas radiata Schepman, 1908
- Phenacolepas reticulata Thiele, 1909
- Phenacolepas sagittifer (Gould, 1852)
- Phenacolepas scobinata (Gould, 1859)
- Phenacolepas senta Hedley, 1899
- Phenacolepas tenuisculpta Thiele, 1909
- Phenacolepas unguiformis (Gould, 1859)